# Plectranthus neochilus
Plectranthus neochilus là một loài thực vật có hoa trong họ Hoa môi. Loài này được Schltr. miêu tả khoa học đầu tiên năm 1896.

## Hình ảnh

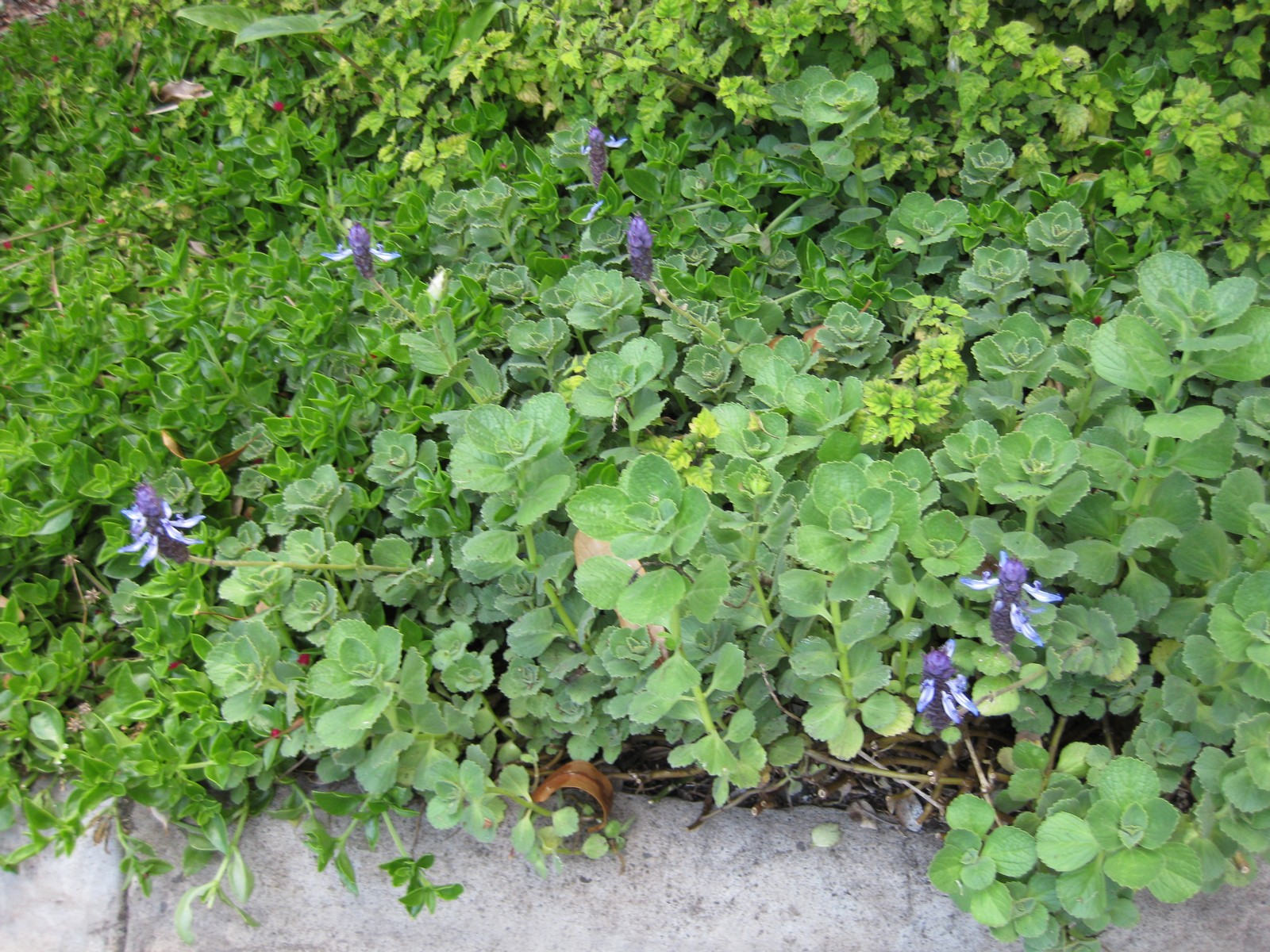
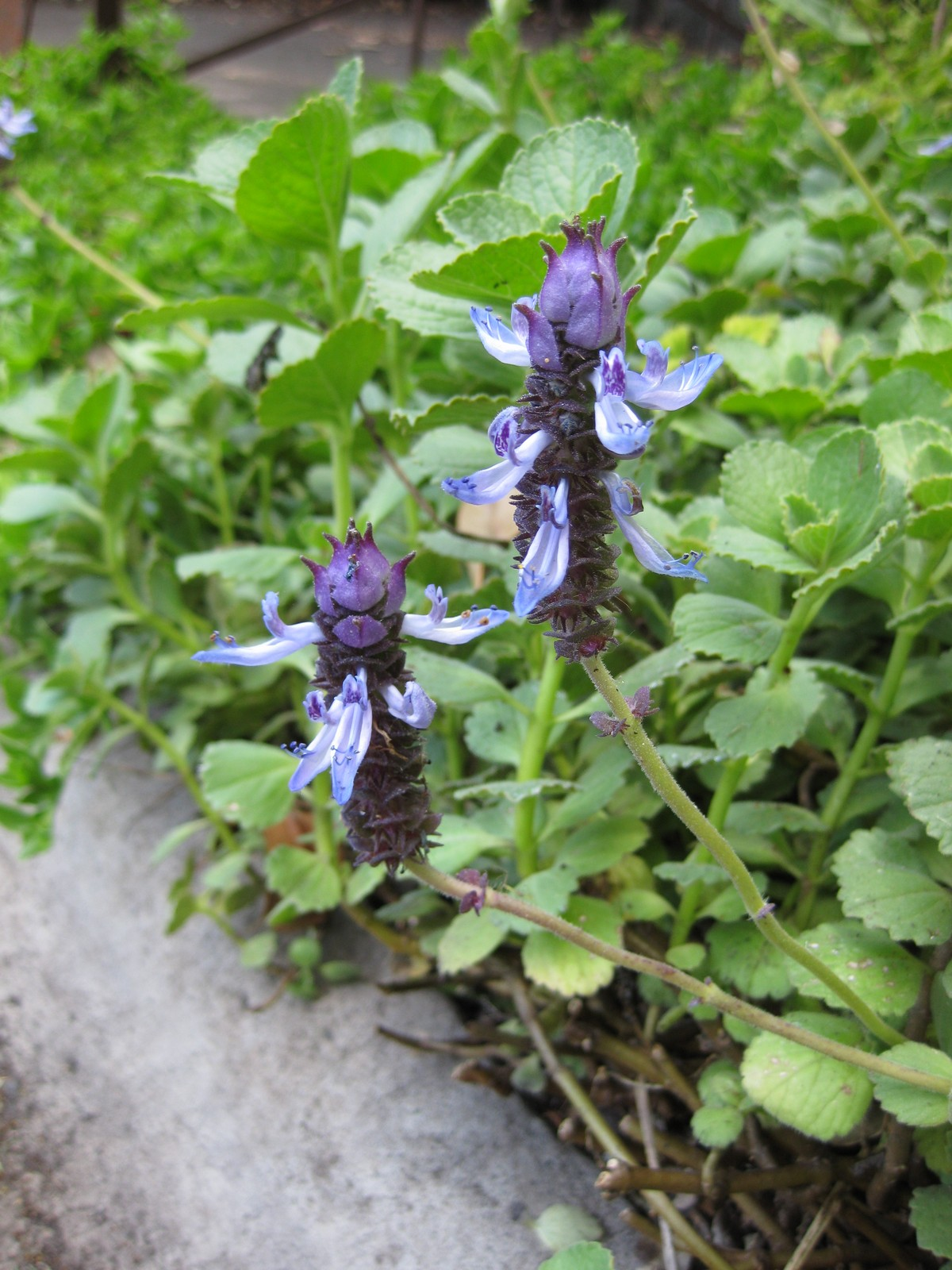
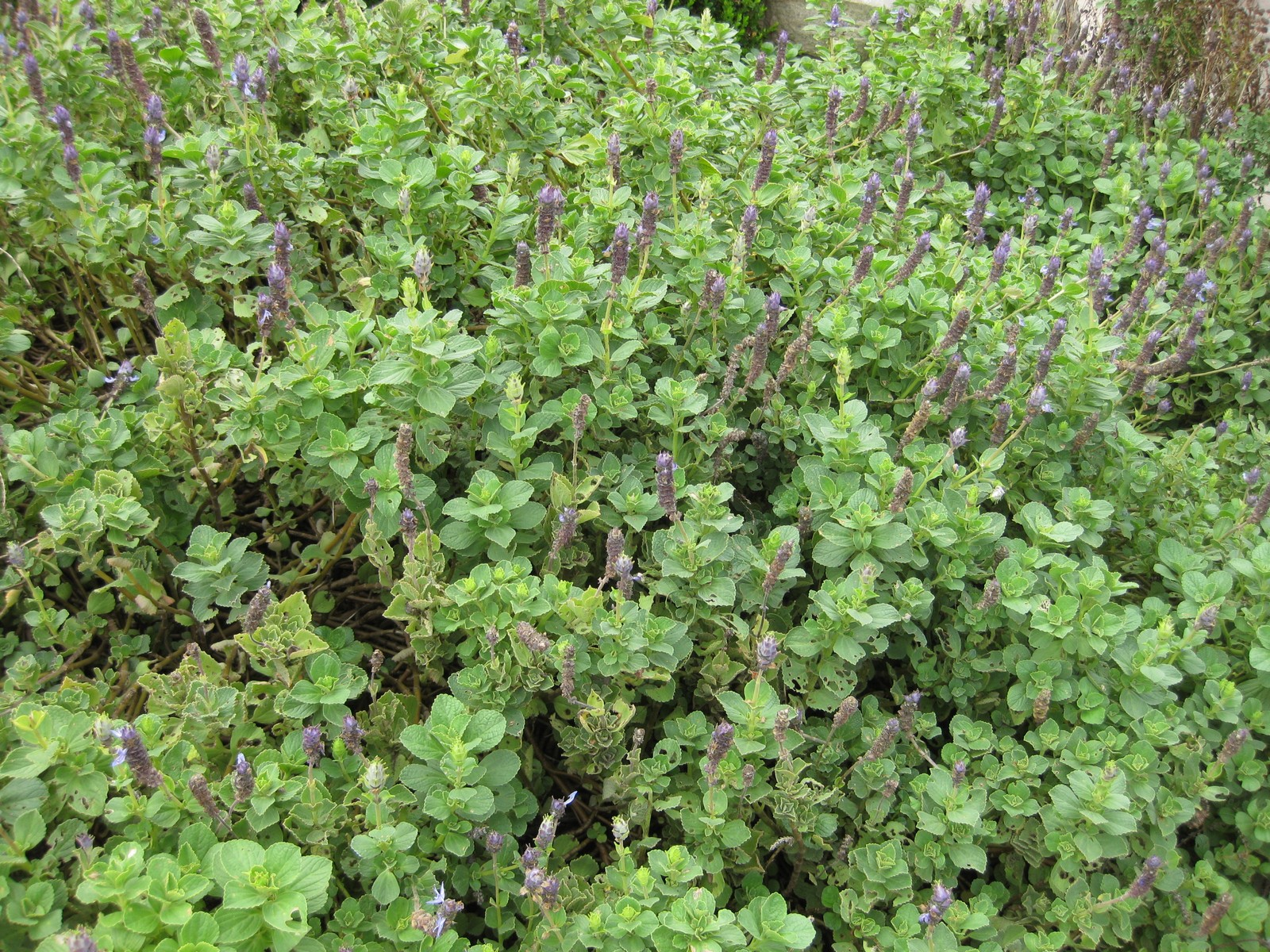
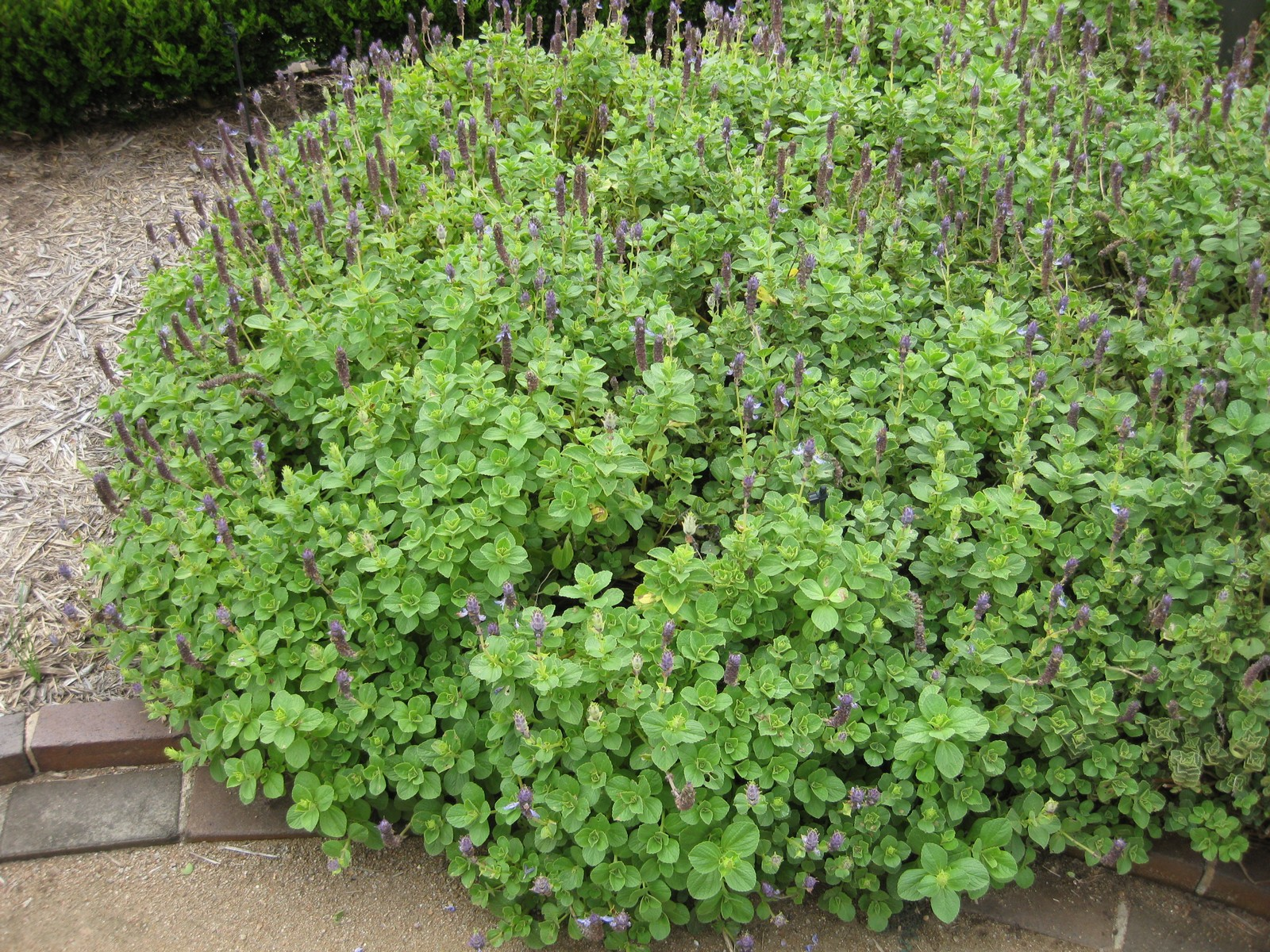